# Grammitis xiphopteroides
Grammitis xiphopteroides là một loài dương xỉ trong họ Polypodiaceae. Loài này được Liebm. A.R. Sm. mô tả khoa học đầu tiên năm 1980.